# Blau ist eine warme Farbe
Blau ist eine warme Farbe (französischer Originaltitel: La vie d’Adèle, übersetzt: „Das Leben von Adèle“) ist ein Filmdrama von Abdellatif Kechiche aus dem Jahr 2013. Die Handlung basiert auf dem gleichnamigen französischen Comic von Jul Maroh.
Der Film gewann die Goldene Palme bei den Internationalen Filmfestspielen von Cannes 2013. Dabei wurde der Hauptpreis ausnahmsweise nicht nur an den Regisseur, sondern auch an die beiden Hauptdarstellerinnen Léa Seydoux und Adèle Exarchopoulos vergeben.

## Handlung
Die anfangs 15-jährige Schülerin Adèle beginnt ihre Sexualität zu entdecken, während sie im Literaturunterricht Marivaux’ La Vie de Marianne kennenlernt. Ihre Freundinnen bestärken sie, Sex mit dem älteren Mitschüler Thomas zu haben. Für kurze Zeit werden beide ein Paar, doch Adèle beendet die Beziehung. Auch eine kurze Liaison mit einer Mitschülerin scheitert.
Zwischenzeitlich war Adèle in der Fußgängerzone in der Stadt eine junge, anscheinend lesbische Frau (Emma) mit blaugefärbten Haaren aufgefallen, zu der sie sich auf den ersten Blick hingezogen fühlte. Die beiden treffen sich zufällig in einer Lesbenbar wieder, flirten miteinander, und Emma lässt sich den Namen von Adèles Schule nennen. Sie erscheint sogar auf dem Schulhof, was später zum Streit mit einigen homophoben Freundinnen Adèles führt. Zwischen beiden entwickelt sich eine leidenschaftliche Liebesbeziehung. Während Emma offen damit gegenüber ihren Eltern umgeht, verschweigt Adèle ihre Beziehung und gibt Emma zuhause als Nachhilfelehrerin für Philosophie aus.
Die beiden ziehen später zusammen. Adèle dient der Kunststudentin Emma als Muse. Gleichzeitig beginnt Adèle eine Ausbildung zur Grundschullehrerin. Sie fühlt sich aber in Emmas kultiviertem Freundeskreis nicht wohl, wo sie nur Anschluss zum Schauspieler Samir findet. Als Emmas Bilder sich nicht verkaufen und sie nun als Grafikerin mit ihrer früheren Lebensgefährtin Lise zusammenarbeitet, fühlt sich Adèle einsam. Sie beginnt eine kurze Affäre mit einem Arbeitskollegen. Emma ertappt sie und wirft ihre Freundin erbarmungslos aus der gemeinsamen Wohnung. Adèle leidet sehr unter der Trennung und versucht die innere Leere mit mehr Arbeit zu kompensieren.
Etwa drei Jahre später treffen sich beide in einem Restaurant wieder. Obwohl sie noch sehr starke Gefühle füreinander hegen, beschließt Emma, bei ihrer jetzigen Lebensgefährtin Lise zu bleiben, die ein Kind mit in die Beziehung gebracht hat. Einige Zeit später besucht Adèle Emmas erste Vernissage, wo sie Samir wiedertrifft, der nun als Immobilienmakler arbeitet. Betrübt verlässt Adèle die Ausstellung um nach Hause zu gehen. Samir versucht noch, ihr zu folgen, geht aber versehentlich in die entgegengesetzte Richtung.

### Unterschiede zum Comic
Einige Figuren tragen andere Namen; Adèle heißt im Original Clémentine. Die Handlung wird in der Adaption kontinuierlicher erzählt. Nach der Trennung von Clémentine und Emma kommt es zu einer tiefer gehenden Versöhnung und einem letzten Liebesakt. Clémentine stirbt daraufhin, was bereits auf den ersten Seiten im Comic in einer Begegnung von Emma und Clémentines Eltern vorweggenommen wird, was keine Entsprechung im Film hat.

## Auszeichnungen
- 2013: Goldene Palme der Internationalen Filmfestspiele von Cannes
- 2013: British Independent Film Award als Bester ausländischer Independent-Film
- Großer Preis 2013 des FIPRESCI
- 2013: Hamptons International Film Festival – Best Breakthrough Performer für Léa Seydoux
- Grand Marnier Fellowship Award des New York Film Festival 2013 für Abdellatif Kechiche
- Bester Fremdsprachiger Film der New York Film Critics Circle Awards 2013
- 2014: Auszeichnung mit dem Critics’ Choice Movie Award als Bester fremdsprachiger Film und für Adèle Exarchopoulos als Beste Jungdarstellerin

## Entstehung und Produktion
Der Film wurde von März bis August 2012 gedreht, nachdem die ursprünglich geplante Zeit von 2½ Monaten nicht eingehalten werden konnte. Insgesamt wurden 750 Stunden aufgenommen und der Film auf drei Stunden gekürzt.
Schon vor seiner Premiere in Cannes am 23. Mai 2013 beschwerte sich die französische Gewerkschaft der Filmschaffenden (Syndicat des professionnels de l’industrie de l’audiovisuel et du cinéma), dass die Arbeitsbedingungen für die Mitglieder der Filmcrew unzumutbar waren. Dem Regisseur wurden nicht bezahlte Überstunden und Schikane vorgeworfen.
Im Zuge der Werbetour für den Film erklärten die beiden Hauptdarstellerinnen, dass sie nie wieder mit Kechiche drehen wollten. Sie bezeichneten die Erfahrung als „schrecklich“. Exarchopoulos erzählte, sie hätte bei der Filmpremiere während der Sexszenen die Augen geschlossen, da ihre Familie anwesend war. Seydoux fügte hinzu, sie habe sich beim Drehen besagter Szenen wie eine „Prostituierte gefühlt“.
Des Weiteren warfen die beiden Schauspielerinnen Kechiche vor, er habe sie manipuliert und wisse nicht, was er wolle.
Kechiche erklärte in seiner Antwort, Seydoux hätte diese Beschwerde niemals vorgebracht, wenn sie nicht „von Geburt an in Watte gepackt worden wäre“ (« Si Léa n’était pas née dans le coton, elle n’aurait jamais dit cela. »). Damit spielte Kechiche auf Seydoux’ Herkunft als Enkelin des Ex-Präsidenten des Studios Pathé an.
Seydoux ruderte zurück und gab an, auf den Film sehr stolz zu sein und nur mit Kechiches Herangehensweise nicht umgehen zu können. Weiters verbat sie sich jegliche Vorwürfe bezüglich der Stellung ihrer Familie: „Meine Familie hat mir nie geholfen.“ (« Je n’ai pas critiqué Abdellatif Kechiche. J’ai parlé de son approche. On ne travaillera plus ensemble. […] Ma famille ne m’a jamais aidée. »)
Exarchopoulos revidierte ihre Angaben dahingehend, dass der Regisseur sie weder gequält noch geschlagen habe, sondern nur verlangt habe, alles zu geben. (« Faut arrêter, Abdel ne nous a ni frappées ni torturées, il nous a juste demandé de tout donner »)
Trotz allem drohte Abdellatif Kechiche zunächst damit, den Film zurückzuziehen, da er „zu sehr beschmutzt wurde“ (« Mon film ne devrait pas sortir […]. il a été trop sali »).
In Deutschland kam der Film am 19. Dezember 2013 in die Kinos. In Österreich war der reguläre Start einen Tag später – die Premiere war hier im Rahmen des Filmfestivals Viennale am 3. November. In der Deutschschweiz war der Kinostart am 9. Januar 2014; in der französischsprachigen Schweiz wurde der Film schon am 9. Oktober 2013 gezeigt, in der italienischsprachigen Schweiz als La vita di Adele ab 24. Oktober 2013.

## Rezeption
Regisseur Abdellatif Kechiche wollte nach eigenen Aussagen keinen „lesbischen Liebesfilm“ drehen. Seine Adaption der Graphic Novel Le Bleu est une couleur chaude betrachtete er als „einen universellen Film über die Leidenschaft und die Suche nach der sexuellen Identität“. So sagte er über seine Intentionen: „Es lag mir fern, irgendeine militante Aussage zum Thema Homosexualität zu äußern“. In seinem Film gehe es ihm „um die Geschichte eines Liebespaares schlechthin, um die Höhen und Tiefen einer tief empfundenen Beziehung, die jeden, ganz unabhängig von seiner sexuellen Orientierung, anrühren.“
Viele Kritiker priesen den Film aufgrund seiner Realitätsnähe und Emotionalität. Die expliziten Sexszenen erregten ebenfalls Aufmerksamkeit. Jul Maroh, Autor des Graphic Novels, kritisierte diese Szenen und verglich sie mit Pornografie. Außerdem beschreibe der Film Homosexualität nicht treffend, so Maroh. Homosexuelle würden während der Sexszenen lachen, da sie diese nicht überzeugend fänden, und unter den einzigen Leuten, die nicht kicherten, seien Männer, die sich an der Verwirklichung ihrer Fantasien die Augen weiden (“[…] the gay and queer people laughed because it’s not convincing, and find it ridiculous, and among the only people we didn’t hear giggling were guys too busy feasting their eyes on an incarnation of their fantasies on screen.”). Im Daily Telegraph wurde der Film von Beginn an als Favorit für die Goldene Palme gehandelt und als “extraordinary, prolonged popping-candy explosion of pleasure, sadness, anger, lust and hope” (deutsch: „außergewöhnliche, anhaltende knallbrausige Explosion von Vergnügen, Traurigkeit, Zorn, Lust und Hoffnung“) beschrieben. Ebenso wurde die Darstellung der beiden Hauptdarstellerinnen lobend erwähnt.
Der Focus lobte in seiner Rezension des Films vor allem die Regie- und Kameraarbeit: „Und immer sind Regisseur Kechiche und sein Kameramann Sofian el Fani ganz dicht daran – an Adèles sinnlichem Mund, ihren neugierigen und doch irgendwie traurigen Augen. Die Kamera folgt ihrem Blick, der Emma abtastet, ihr Gesicht, ihre Haut, wie er über den Körper streicht wie ein Streicheln. Momente voller Intimität und Verlangen, die elektrisieren.“ Als Fazit hieß es in der Kritik im Focus: „Der Film bietet viele Möglichkeiten der Deutungen und zur Kritik. So widmet sich Kechiche vieler allzu plakativer Symbole, verharrt auch mal zu lange auf Adèles mit Tomatensoße verschmiertem Mund. Und doch ist ,Blau ist eine warme Farbe‘ vor allem eine sehr intensive Betrachtung der Liebe und wie sie in einer Beziehung irgendwann erlischt – egal ob hetero- oder homosexuell.“
Zeit-Rezensentin Katja Nicodemus nannte den Film „unerhört schön“.
Spielfilm.de schreibt in seinem Fazit zum Film: „Nach den vielen Diskussionen um den Film und den Vorwürfen der Hauptdarstellerinnen ist es kaum mehr möglich, ihm unvoreingenommen zu begegnen. Aber ‚Blau ist eine warme Farbe‘ hat es nicht verdient, lediglich auf die Sex-Szenen reduziert zu werden. Denn er ist ein leidenschaftlicher und hinreißender Film über die Liebe.“
2016 belegte Blau ist eine warme Farbe bei einer Umfrage der BBC zu den 100 bedeutendsten Filmen des 21. Jahrhunderts den 45. Platz.

## Synchronisation
Der Film wurde von der Christa Kistner Synchronproduktion GmbH in Potsdam synchronisiert. Elisabeth von Molo schrieb das Dialogbuch und führte die Dialogregie.
| Rolle            | Schauspieler        | Synchronsprecher   |
| ---------------- | ------------------- | ------------------ |
| Emma             | Léa Seydoux         | Julia Kaufmann     |
| Adèle            | Adèle Exarchopoulos | Maximiliane Häcke  |
| Samir            | Salim Kechiouche    | Karlo Hackenberger |
| Adèles Vater     | Aurélien Recoing    | Wolfgang Wagner    |
| Adèles Mutter    | Catherine Salée     | Silvia Mißbach     |
| Antoine          | Benjamin Siksou     | Ozan Ünal          |
| Lise             | Mona Walravens      | Anna Grisebach     |
| Béatrice         | Alma Jodorowsky     | Rubina Nath        |
| Thomas           | Jérémie Laheurte    | Leonhard Mahlich   |
| Emmas Mutter     | Anne Loiret         | Maud Ackermann     |
| Emmas Stiefvater | Benoît Pilot        | Olaf Reichmann     |
| Valentin         | Sandor Funtek       | Nico Sablik        |
| Amélie           | Fanny Maurin        | Nadine Zaddam      |